# Terenura
Terenura – rodzaj ptaków z rodziny chronkowatych (Thamnophilidae).

## Występowanie
Rodzaj obejmuje gatunki występujące w Ameryce Południowej.

## Morfologia
Długość ciała 9–10,5 cm, masa ciała 6,5–7 g.

## Systematyka

### Nazewnictwo
Nazwa zwyczajowa jest połączeniem słów z języka greckiego: τερην teren – „miękki, delikatny” oraz ουρα oura – „ogon”.

### Podział systematyczny
Do rodzaju należą następujące gatunki:
- Terenura sicki Teixeira & Gonzaga, 1983 – zebrogłowik popielaty
- Terenura maculata (zu Wied, 1831) – zebrogłowik rdzawogrzbiety